# فرودگاه شبه‌جزیره ایبری
فرودگاه شبه‌جزیره ایبری (به انگلیسی: Iberia Airport) یک فرودگاه با کد یاتا IBP است که یک باند فرود آسفالت دارد و طول باند آن ۱۳۵۰ متر است. این فرودگاه در کشور پرو قرار دارد و در ارتفاع ۲۲۹ متری از سطح دریا واقع شده‌است.